# Persones-Animals-Natura
Persones-Animals-Natura (en portuguès, Pessoas–Animais–Natureza, PAN) és un partit polític portuguès que es va fundar el 2009 i que té per objectiu la protecció i justa harmonització dels drets de les persones, els animals no-humans i la natura. El PAN va obtenir el seu primer escó el 2011 a les eleccions regionals de Madeira. El 2015 va accedir a l'Assemblea de la República i el 2019 al Parlament Europeu.

## Història
El partit polític es va fundar el 2009 amb el nom Partido pelos Animais i es va registrar formalment el 2011, amb la denominació Partido pelos Animais e pela Natureza. El mateix any, l'agrupació va obtenir un escó a l'assemblea regional de Madeira i va rebre l'1 % dels vots a les eleccions nacionals. El 2014 el partit va decidir canviar el seu nom a Pessoas–Animais–Natureza. Es va presentar per primera vegada a les eleccions europees, on va obtenir un 1,4 % dels vots, i va formar part de la plataforma europea de partits animalistes Euro Animal 7 (més tard rebatejada com a Animal Politics EU).
El 2015, André Lourenço i Silva va ser elegit com a nou portaveu de la formació, i aquell mateix any el partit va obtenir el seu primer escó a l'Assemblea de la República. A les eleccions europees de 2019, el PAN va obtenir el seu primer escó al Parlament Europeu, amb el 5,1% dels vots, que va ser ocupat per Francisco Guerreiro. El mateix any, el partit va rebre el 3,3 % dels vots a les eleccions nacionals, augmentant així la seva representació parlamentària fins a 4 diputats (amb 2 escons guanyats a Lisboa, 1 a Porto i 1 a Setúbal). El juny de 2020, Francisco Guerreiro va deixar de formar part del PAN per «discrepàncies polítiques» amb la direcció del partit, per la qual cosa el PAN va quedar sense representació a l'eurocambra.

## Resultats electorals

### Assemblea de la República
El PAN ha anat augmentant el seu suport electoral de manera continuada. El primer cop que es va presentar a les eleccions el 2011 va obtenir gairebé 60.000 vots i zero escons. En les següents eleccions de 2015, va aconseguir el seu primer escó al districte de Lisboa, amb un increment total de 0,4 punts percentuals. En els següents comicis de 2019, el PAN va fer un salt important ja que va més que duplicar els resultats. Va obtenir 4 escons, dos al districte de Lisboa, un a Porto i un a Setúbal, és a dir, a les zones més poblades.
| Any  | Candidat               | Vots    | %    | Pos. | Escons  | +/− | Govern             |
| ---- | ---------------------- | ------- | ---- | ---- | ------- | --- | ------------------ |
| 2011 | Paulo Borges           | 57.849  | 1,0  | 7a   | 0 / 230 | Nou | Extra-parlamentari |
| 2015 | André Lourenço e Silva | 75.140  | 1,4  | 6a   | 1 / 230 | 1   | Oposició           |
| 2019 | André Lourenço e Silva | 174.511 | 3,3  | 6a   | 4 / 230 | 3   | Oposició           |
| 2022 | Inês Sousa Real        | 118.579 | 1,9  | 8a   | 1 / 226 | 3   | Oposició           |
| 2024 | Inês Sousa Real        | 126.085 | 1,95 | 8a   | 1 / 230 | =   | Oposició           |
| 2025 | Inês Sousa Real        | 86,930  | 1.4  | 8a   | 1 / 230 | =   | Oposició           |

### Parlament europeu
| Any  | Portugal | Portugal | Portugal | Escons | +/− | Candidat              |
| Any  | Vots     | %        | Pos.     | Escons | +/− | Candidat              |
| ---- | -------- | -------- | -------- | ------ | --- | --------------------- |
| 2014 | 56.363   | 1,7%     | 7è       | 0 / 21 | Nou | Orlando Figueiredo    |
| 2019 | 168.501  | 5,1%     | 6è       | 1 / 21 | 1   | Francisco Guerreiro   |
| 2024 | 48,039   | 1,22%    | 9è       | 0 / 21 | 1   | Pedro Fidalgo Marques |

### Assemblees regionals

#### Açores
| Any  | Vots  | %         | Escons | +/- | Govern   |
| ---- | ----- | --------- | ------ | --- | -------- |
| 2020 | 1.907 | 1,7 (#6)  | 1 / 57 | =   | Oposició |
| 2024 | 1.907 | 1,65 (#6) | 1 / 57 | =   |          |

#### Madeira
| Any  | Vots  | %         | Escons | +/- | Govern        |
| ---- | ----- | --------- | ------ | --- | ------------- |
| 2019 | 2.095 | 1,46 (#7) | 0 / 47 |     |               |
| 2023 | 3.046 | 2,25 (#7) | 1 / 47 | 1   | Suport extern |
| 2024 | 2.531 | 1,86 (#7) | 1 / 47 | =   |               |